# 適応 (生物学)
生物学における適応（てきおう）には複数の意味があり、文脈や用いられる分野によって若干異なる。
1. ある生物のもつ形態、生態、行動などの性質が、その生物をとりかこむ環境のもとで生活してゆくのに都合よくできていること[1]。あるいはそう判断できること[2]。
2. ある生物個体の生存率と繁殖率を増加させられるような特徴のこと。あるいは生存率や繁殖率の向上をもたらす変化の過程[1]。

一般的な意味では、１のように生物がその環境の中で生活するのに役立つ特徴を持っている状態を適応している、あるいは適応的であると言う。
「適応」と言うと主に遺伝的な変化を指しているが（遺伝子の変化、表現型）、環境にかなった形態・生態・行動などの変化の中にも遺伝的でないものがあり、それも含めて適応と呼ぶ場合もあるが、それら区別して後者を「順応」accommodation と呼び分けることも多い。
現在存在している生物の多くは適応している（適応的）と考えられているが、現存の生物の全てが適応しているとは限らない。適応的でないことを maladaptation マラダプテーション と言う。
適応がいかにして起きているのかについての説明としては、生物学史的に見ると様々な説が提示されてきた過去があり紆余曲折があったが、現在では、自然選択が唯一の自然科学的なものであると考えられている。ただし、適応と自然淘汰の関係をどのように定義するかは研究者によって異なっている。
1の意味の適応についてもう少し解説すると、たとえばアザラシやオットセイは手足がヒレ型であり、明らかに水中生活に都合のよい形をしているが、他方で頭蓋骨などの特徴からは食肉目に属するもので、イヌやネコと近縁と考えられる。この場合、陸上生活のものが先祖型と考えられるから、その手足は歩脚型であったはずで、それが現在のヒレ型になったのは、水中生活で便利なように変化したのだと生物学では考える。オットセイは両手両足を歩行に利用できるが、アザラシはそれもできなくなっており、後者の方がより水中生活への適応が進んだ（そのぶん陸上では適応的でなくなった）ものと考える。
適応を形作る要因は主に個体間競争であり、算術平均的に他の個体（あるいは他の生物）よりも生存と繁殖に有利であることを意味する。したがって「適応」は「完璧」と言う意味ではない。
しかし同じ種の生物が持つ、適応的と見られる形質でもみな全く同じではなく、個体ごとにわずかな差がある。アザラシのヒレは他の陸上動物が持つ手足よりは水中生活に適しているが、アザラシの個体間で比較した場合、全ての個体がまったく同じヒレを持つわけではない。つまり同じ種の同じ形質であってもより有利な形質とそうでない形質が存在することになる。そのためより厳密な定義では、個体の生存と繁殖成功率を増加させられる形質のことを指す(#2)。これを適応的な形質（行動）とよぶ。また、その形質が自然選択で広まって行く過程も適応と呼ぶ。ある形質がどの程度適応しているかを適応度とい、数学的にあらわされる。適応度は厳密に定義された用語であるため、非数学的な文脈では「適応価」と言うこともある。
生物学的適応は世代を超えて進化の過程として起きる現象で、個体の中で起きる変化ではない。また遺伝しない形質に対しては用いない。生物の形質の中には表現型可塑性を持ち、環境に合わせて変化するものもあるが、その変化は適応とは呼ばない。ただし表現型可塑性自体は選択を受ける適応的な形質である。

## 様々な現象
生物は環境に合わせて変化し、場合によっては種が分かれる。これを種分化というが、それによって分かれた種は、それぞれの生活する環境に合わせた違いが生じるはずである。たとえばガラパゴス諸島のリクイグアナとウミイグアナは同一の種が海中と陸とに生活場所を分けて種分化したものである。その結果、ウミイグアナはやや扁平な尾など水中生活への適応が見られる。こうした特定の条件への適応が表れたと考えられる形質を適応形質ということがある。
このような種分化が激しく行き、異なる形質を持つ種が同一の祖先から別れたとみられる場合、そのような現象を適応放散という。一定の環境に対して、別の分類群の生物が適応していった結果、似通った姿や構造を持つ場合があり、これを収斂進化という。また、その環境への適応が進む前に、その環境に適応的な形質を持っていること（他の用途に用いられていた形質が転用されること）を前適応という。

### 対抗適応
ある生物の適応に対して、同種の他の個体や他の種の生物の形質が発達することを対抗適応（counter adaptation）と呼ぶ。例えばガゼルのうち足が遅い個体が捕食され、群れ全体の平均的な足の速さや警戒心が発達すれば、捕食者のうち足が遅い個体は餓死し、捕食者の平均的な足の速さや忍び寄る技術も発達する。ヒトの免疫系は病原菌への対抗適応であり、免疫系を回避する病原菌の適応は免疫系に対する対抗適応である。このように二つの対立する適応同士が作用しあう現象を進化的軍拡競走と呼ぶ。赤の女王仮説も参照のこと。

## 適応主義
生物の形質や行動はほぼすべて適応的であると仮定して理論を構築する立場を適応主義という。適応主義は現在、批判的な意味と肯定的な意味で異なる意味で用いられる。肯定的な意味では「生物はなぜそのような機能的な特徴を持っているのか？」という疑問のことである。その答えが「たまたま偶然」だったとしても、なぜ？と言う最初の疑問は正当である。批判的な意味では、十分な証拠無しに生物の特徴を適応であると結論する研究や研究者のことを指すことが多い。
生物の全ての特徴が十分な証拠無しに適応であると宣言する立場を批判的に汎適応主義（pan-adaptation）とよぶことがある。他の適応の余波として生じた特徴は副産物（by-product）、まれにスパンドレルと呼ばれる。生物の特徴を適応以外の要因も考慮することを肯定的には多元主義、否定的には反適応主義と呼ばれる。

### 汎適応、反適応、多元主義、スパンドレル
適応主義に対する有名な批判にはスティーヴン・ジェイ・グールドとリチャード・ルウォンティンのパングロス主義がある。本来は適応主義という語もルウォンティンが定義した物である。彼によれば、適応主義とは「生物の形態、生理、行動のあらゆる側面に対する適応的に最適な解決策であることを、それ以上の踏み込んだ議論無しに仮定するような進化研究のアプローチ」である。グールドは、ゴシック建築のアーチとアーチに挟まれた三角形の構築物、スパンドレルを例にとり、適応（アーチ）と適応の副産物（スパンドレル）は区別が困難か、時には区別不可能であると主張した。その例として、ある種の適応が他の用途に転用されるケースを想定し、外適応の概念を提唱した。フランシスコ・バレーラやエリオット・ソーバーなども適応主義に批判的である。
一方でスティーブ・ジョーンズやジョン・メイナード＝スミスは、健全な批判だと認めながらも、適応主義は多くの発見をもたらしたと擁護している。適応主義は何もないところに適応を見つけ出すかもしれないという問題がある。しかし作業仮説であるから、研究の結果その形質は適応でないと結論されることもある。適応主義アプローチは「全ての形質が適応である」のような信念を告白しているのではなく、仮説構築の指針である。それに対し多元主義（形質は適応かも知れないし、適応でないかも知れないし、副産物かも知れない）は確かにその通りだろうが、検証可能な仮説を立てることができず、何の発見もたらさないとジョーンズらは考えている。例えば、ミツバチには色覚がないと考えられていたが、カール・フォン・フリッシュは花が色とりどりなのはミツバチを引き寄せるための適応だと考え、ミツバチの優れた色覚を発見している。
適応を制限する要因については変異の不足、適応のための時間不足、他の形質との調整、コスト上の問題などがある。この問題の優れた考察はリチャード・ドーキンス『延長された表現型』を参照。一般的に進化学や動物行動学、生態学などでは適応を重視する傾向にある。適応主義的アプローチは近年では医学や心理学にも応用されつつある。

## 適応と目的論
通常、生物学者は適応的な形質を「○○のための形質」と呼ぶ。このために、しばしば進化には意図や方向性がある、または目的論を含意していると誤解される。このような表現は「自然選択によってその形質に影響を与える一連の遺伝的変異が蓄積され、その形質が形成された」と言う表現の短縮形である。
ラマルクは用不用説を唱え、前進的な変化の方向に動物の体制は進化し、それぞれの段階において環境に主体的に対応して変化してゆくと考えた。一般的にイメージされる適応はこの意味に近い。またダーウィンもこの考え方をいくらかは踏襲していた。しかし現在では適応は自然選択の結果で、受動的なものであり、生物が主体的に適応しようとして起きるものではないと考えられている。

## 適応とデザイン論
デザイン論とは、イギリスの18世紀の博物学者で聖職者ウィリアム・ペイリーによる時計職人の比喩に代表される、複雑な機能を持つ存在には何か深遠な意味があるという議論である。ペイリーはこの複雑さを創造主の存在の証拠として用いた。現在でもこれは創造論者やインテリジェントデザイン論者が好む論法である。同時に生物学者も複雑な機能を持った器官や行動が偶然でできるはずがないという意見に同意する。生物学者、とくに適応主義的なアプローチを有効と見なす生物学者にとっても、複雑なデザインは解明すべき科学的疑問を与えてくれるという点で重要である。適応主義的アプローチを強く主張したアメリカの進化生物学者G.C.ウィリアムズは適応と適応の副産物の見分け方として、デザインされているかのように見えるほど機能的な形質を適応と呼ぶよう提案した。適応はそのため、しばしば比喩的に「デザイン」と呼ばれる。

## 進化論の根拠として
生物学の分野では、適応という概念の発見はある意味で進化論の発見であるといえる。生物が個々の環境に巧く対応できる事と、それらの基本構成が実は共通である事を結びつけたところから進化論は始まる。具体的には、たとえば哺乳類の前足は、外見は異なっても、骨格を見れば基本的に共通の構成を持ち、指先での変化がある場合があるにせよ、基本構成の共通性は確認できる。現在ではこのことを説明する方法として、もとは同じで、使い方によって次第に変わっていったとする説と、神がごく少数の基本構成を巧く利用して様々な形を作ったと考えるキリスト教に沿った説（デザイン論）がある。